# Seppenrade
Seppenrade ist ein Stadtteil von Lüdinghausen im münsterländischen Kreis Coesfeld. Bekannt wurde der Ort durch den Fund des bisher größten Ammoniten der Welt, der sich heute in Münster befindet. Seit 1972 ist Seppenrade das dritte Rosendorf Deutschlands.

## Bauerschaften
Zu Seppenrade gehören die Bauerschaften Dorfbauerschaft, Emkum, Leversum, Ondrup, Reckelsum und Tetekum.

## Geschichte

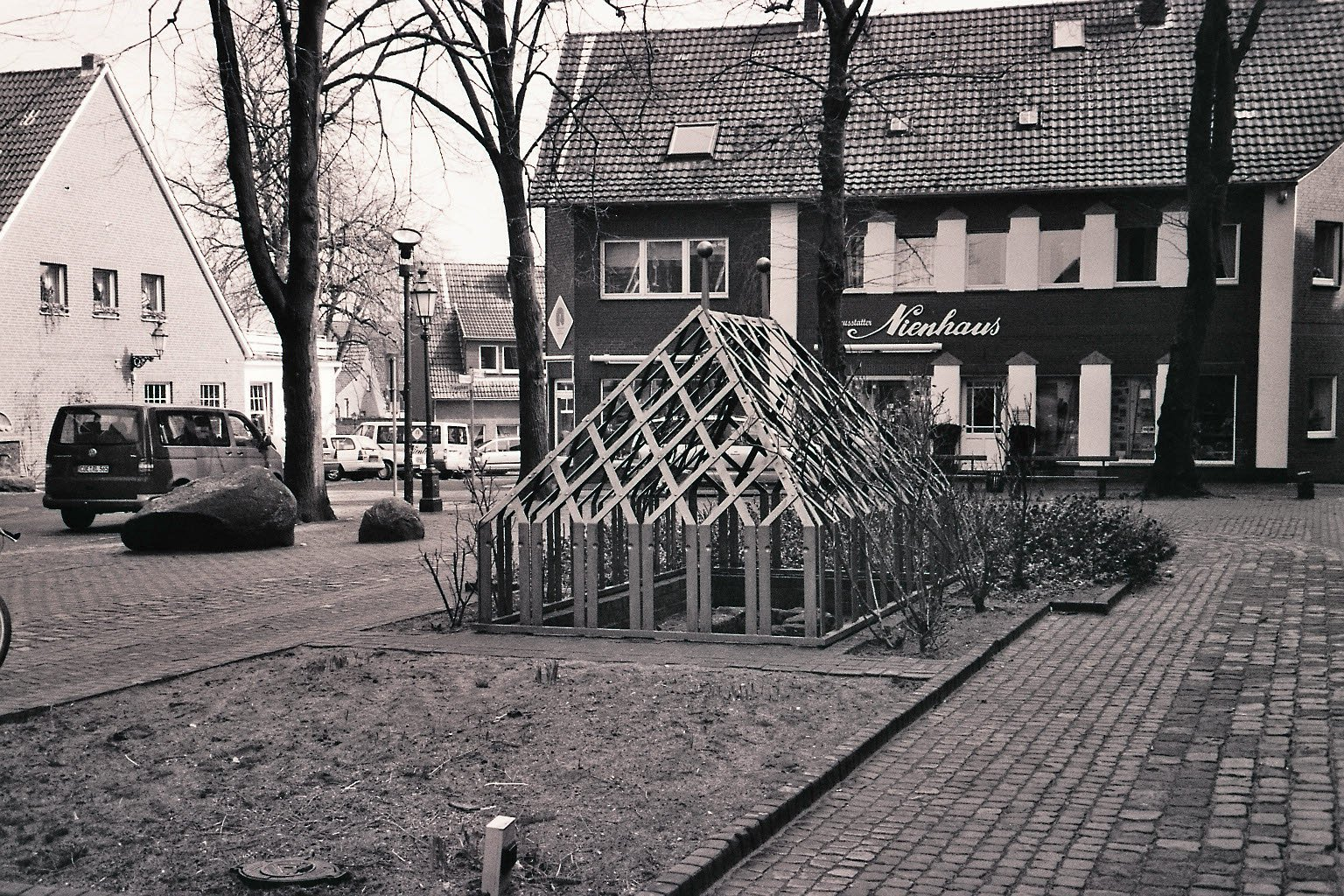
Frühchristliche Grabstelle an der Pfarrkirche von Seppenrade

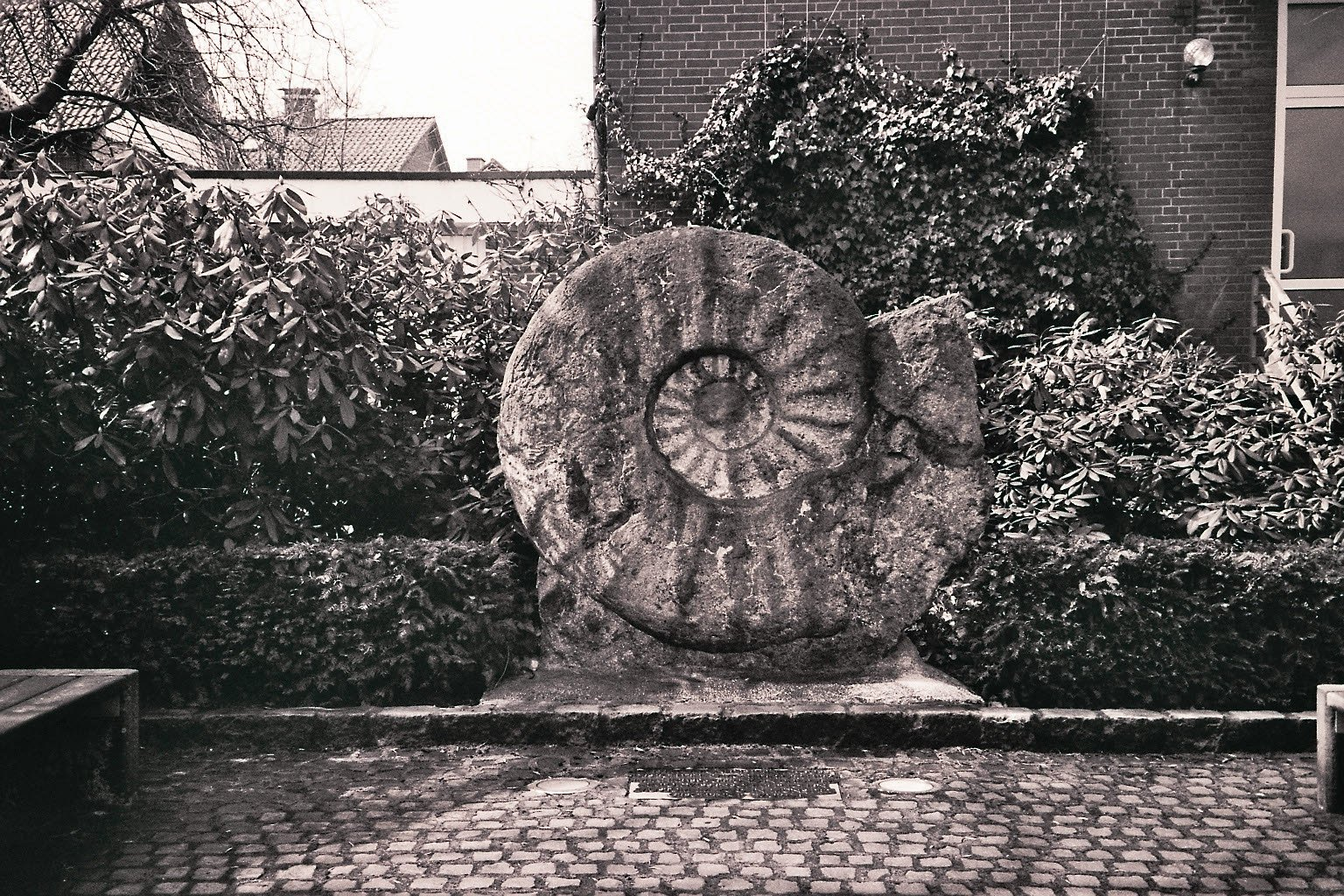
Der Abguss des größten bekannten Ammoniten

Der Ortskern von Seppenrade ist nachweislich seit dem 9. Jahrhundert besiedelt, die erste urkundliche Erwähnung der „Pfarre Sepperothe“ stammt  aus dem Jahr 1184. Die Kirche St. Dionysius, die in ihrer heutigen Gestalt in den Jahren 1882–1885 durch August Hanemann erbaut wurde, steht unter Denkmalschutz. Aus den früheren Kirchenbauten sind unter anderem noch das Paulusrelief aus dem 15. Jahrhundert, das Grabmal von Pastor Heinrich Schahausz, der sich der Fürsorge um die Pestkranken widmete und im Jahr 1627 in der Stever ertrank, sowie der aus dem Jahr 1635 stammende Taufstein erhalten.
Das Fossil des 1895 in einem Steinbruch auf dem Gebiet der Bauerschaft Leversum gefundenen Ammoniten hat einen Durchmesser von 174 cm, ist 40 cm dick und wiegt über 3,5 Tonnen. Ebenso wie ein 1877 gefundener, kleinerer Ammonit wird er heute im LWL-Museum für Naturkunde in Münster aufbewahrt, während im Seppenrader Ortsmittelpunkt ein Abguss zu sehen ist. Die Art wurde nach ihrem Erstfundort als Parapuzosia seppenradensis benannt.
Am 1. Januar 1975 wurde Seppenrade durch das Münster/Hamm-Gesetz in die Stadt Lüdinghausen eingegliedert.

### Wappen
Blasonierung: „In Rot ein goldener Ammonit.“

## Infrastruktur
Der Seppenrader Rosengarten wurde in den 1970er-Jahren auf dem Gelände einer stillgelegten Müllhalde angelegt. Heute umfasst das Gelände 18.753 m² Fläche und zeigt über 700 Rosensorten mit mehr als 30.000 Exemplaren. Die Pflege der Anlage wird immer noch von Freiwilligen, den Rosenmännern und Rosenfrauen, gewährleistet.

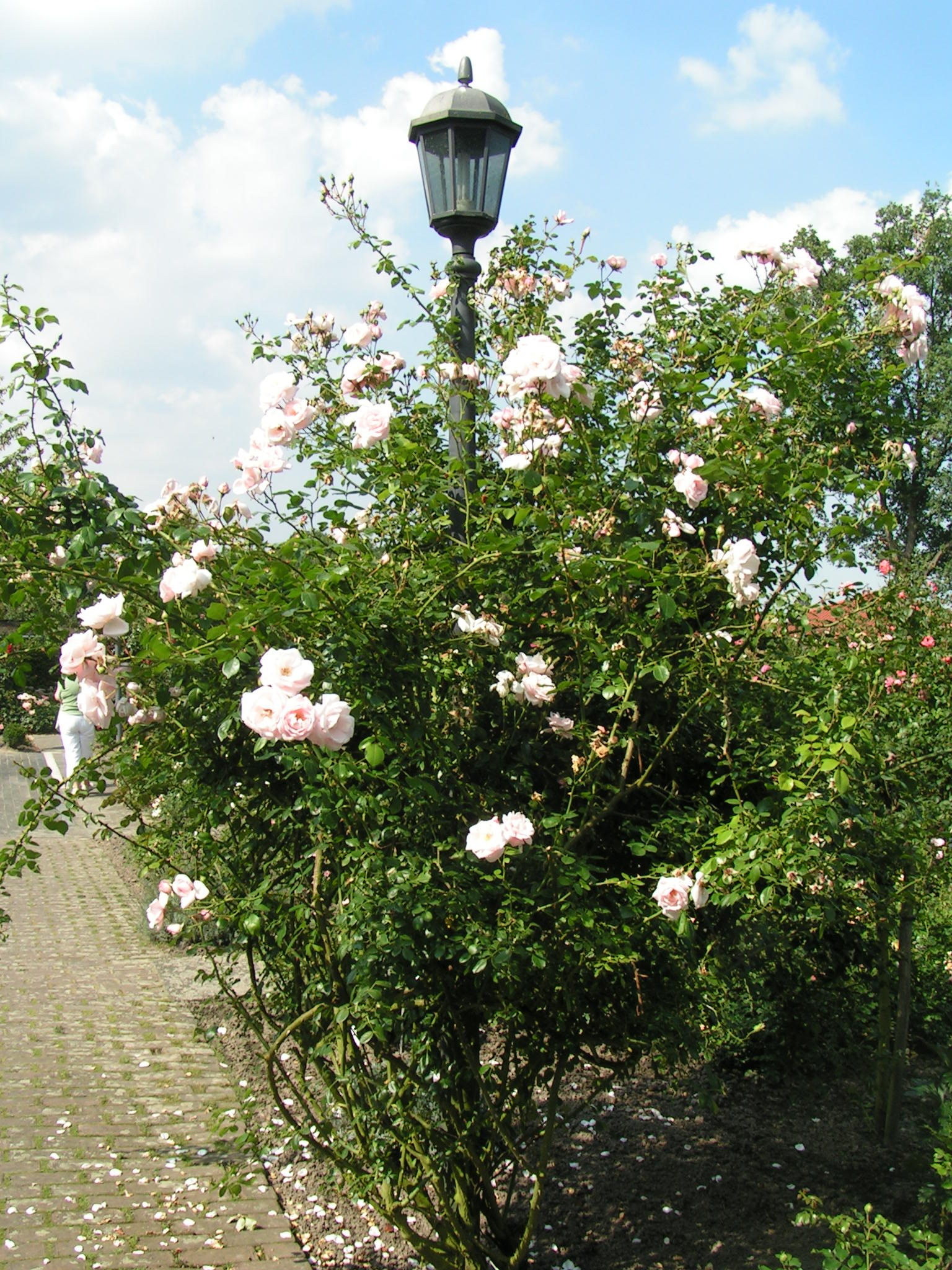
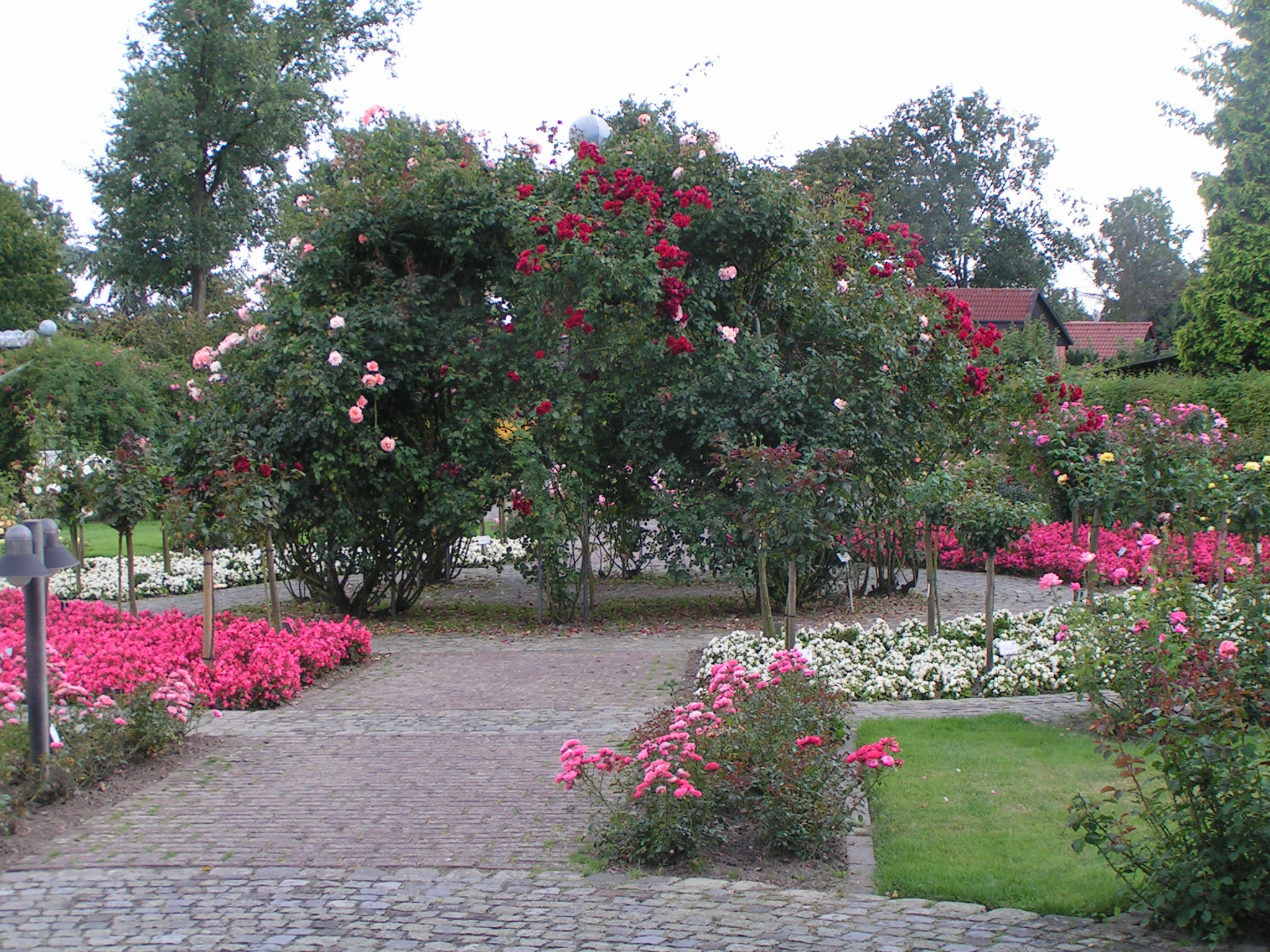
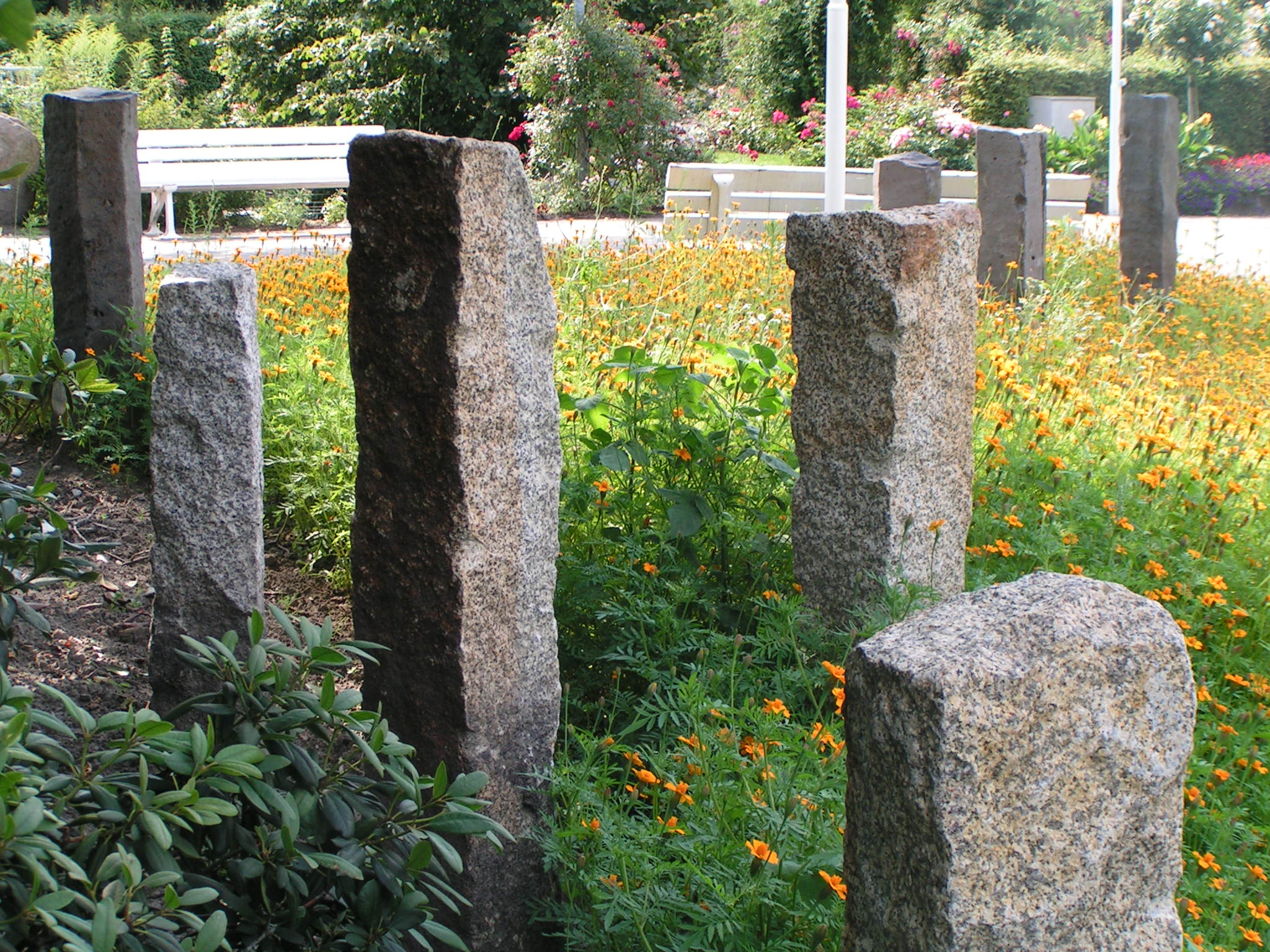

In Seppenrade ist ein offenes, nicht-kommerzielles WLAN Netz ohne Passwort über Freifunk verfügbar. Abgedeckt sind zum Beispiel Bereiche im Ortskern und am Sportplatz.

## Persönlichkeiten
- Maurus Schräder (1629–1678), Abt des Benediktinerklosters Liesborn